# 691
Évszázadok: 6. század – 7. század – 8. század
Évtizedek: 640-es évek – 650-es évek – 660-as évek – 670-es évek – 680-as évek – 690-es évek – 700-as évek – 710-es évek – 720-as évek – 730-as évek – 740-es évek
Évek: 686 – 687 – 688 – 689 –  690 – 691 – 692 – 693 – 694 – 695 – 696

## Események

### Európa
- 40 éves korában meghal III. Theuderic frank király. Utóda 9 éves fia, IV. Chlodwig, de a tényleges hatalom - akárcsak apja idejében - Herstali Pippin majordomus kezében van.
- Aldfrith northumbriai király birtokviták miatt száműzi Wilfrid yorki püspököt. Wilfrid Merciába távozik, ahol Æthelred király kinevezi Leicester püspökévé.

### Arab Kalifátus
- Az év nyarán Dzsazírában (Felső-Mezopotámia) Abd al-Malik Omajjád kalifa ostrom alá veszi az uralmával dacoló Zufar ibn al-Háritot, akivel végül kiegyezik és magas pozíciót ad neki az udvarnál. Miután északon sikerül stabilizálni a helyzetet, ősszel személyesen vezet hadjáratot Irakba. A győztes maszkini csata után a tartomány fővárosa, Kúfa kapitulál. Abd al-Malik hadvezérét, Al-Haddzsádzs ibn Júszufot kétezer katonával elküldi Mekkába, hogy lehetőség szerint békés módszerekkel érje el Abdalláh ibn al-Zubajr ellenkalifa lemondását.
- Jeruzsálemben Salamon régi temploma helyén felépül a Sziklamecset.

## Születések
- Hisám, Omajjád kalifa
- II. Marván, Omajjád kalifa

## Halálozások
- III. Theuderic, frank király

## Fordítás
- Ez a szócikk részben vagy egészben  a(z)   691 című angol Wikipédia-szócikk ezen változatának fordításán alapul.  Az eredeti cikk szerkesztőit annak laptörténete sorolja fel. Ez a jelzés csupán a megfogalmazás eredetét és a szerzői jogokat jelzi, nem szolgál a cikkben szereplő információk forrásmegjelöléseként.